# Opticam
OPTICAM je software CAD/CAM, tedy nástroj pro počítačem řízené elektrojiskrové obrábění. Zároveň je to strojírensky zaměřený CAD systém – počítačem podporované kreslení.

## O programu
OPTICAM je plně integrovaný plug-in pro drátové řezání v CAD systémech SolidWorks, hyperCAD-S, SolidCut CAD, Gibbscam a Siemens NX. Slouží k přípravě programů pro obrábění na NC a CNC obráběcích strojích. OPTICAM je systém, který automatizuje tvorbu NC programů na téměř 100%. Nicméně má uživatel stále maximální volnost zasáhnout do jakéhokoli detailu programování. Program je dostupný v různých jazykových lokalizacích (včetně češtiny).

## Současnost
Aktuálně distribuovaná verze je OPTICAM 2024.